# Basileus av Trapezunt
Basileus av Trabzon, född okänt år, död 1340, var regerande kejsare av Trapezunt från 1332 till 1340. 